# Božidar Flajšman
Božidar Flajšman, slovenski slikar in zgodovinar, * 2. julij 1956, Metlika.
Magistriral je na Akademiji za likovno umetnost in oblikovanje Univerze v Ljubljani (mentor Stane Bernik), doktoriral pa na Pedagoški fakulteti Univerze v Ljubljani (mentorica Tonka Tacol) in pridobil naziv doktor znanosti s področja likovne pedagogike.
Ukvarja se z različnimi zgodovinskimi temami in projekti (Okupacijske meje 1941-1945, Rapalska meja, Kraji spomina …), zgodovino vizualnega predstavljanja ter političnega in drugega oglaševanja, likovno umetnostjo, zgodovino civilne družbe s poudarkom na ekologiji, fotografijo in novinarstvom. Ukvarja se tudi s snemanjem intervjujev na različne zgodovinske teme in ustvarja dokumentarne filme. Od leta 2017 je zaposlen kot asistent-raziskovalec za novejšo in sodobno zgodovino na Oddelku za zgodovino Filozofske fakultete Univerze v Ljubljani.
Dejaven je tudi kot publicist in kot ekološki in politični aktivist. Med drugim je bil med ustanovitelji politične stranke Zeleni Slovenije (1989) in njen prvi generalni sekretar. Od leta 1994 je tajnik in urednik knjižne zbirke Liberalne akademije, kasneje preimenovane v Alternativno akademijo. V letih od 2000 do 2013 je vodil Ekološki forum  LDS. Kot strokovni sodelavec (višji svetovalec in podsekretar) je deloval v Državnem zboru Republike Slovenije (2005–2011) in bil med ustanovitelji Odbora za pravično in solidarno družbo,  ki se je kasneje preoblikoval v politično stranko Solidarnost.
Leta 2004 je v Bukarešti za knjigo Living with Bears (Živeti z medvedi) kot eden izmed treh avtorjev in urednikov (soavtorja sta bila Boris Kryštufek in Huw I. Griffiths) prejel prestižno literarno nagrado CIC Literary prize prix technique, ki jo podeljuje Mednarodni svet za lovstvo in ohranitev divjadi CIC, International Council for Game and Wildlife Conservation). Predstavniki CIC-a so knjigo razglasili za najboljše delo s področja ohranjanja divjih živali v letu 2003.
Leta 2023 je bil soprejemnik priznanja Prometej znanosti za odličnost v komuniciranju za leto 2022 (za razširjanje preverjenih in na znanstvenih metodah temelječih zgodovinskih spoznanj splošni javnosti). Priznanje podeljuje Slovenska znanstvena fundacija.

## Izbrana bibliografija
- "Dve leti in pol so za nas barantali. V Rapalu kakor živinče nas prodali." : življenje Primorcev za rapalsko mejo in podobe rapalske meje.  Retrospektive : znanstvena revija za zgodovinopisje in sorodna področja . [Tiskana izd.]. 2023, letn. 6, št. 2/3, str. 69-107, ilustr. ISSN 2630-3426.
- Dnevi na jugu, 1937-1938 : slovenski duhovnik in pesnik na služenju vojaškega roka v Srbiji, za časa Kraljevine Jugoslavije.  Retrospektive : znanstvena revija za zgodovinopisje in sorodna področja . [Tiskana izd.]. 2022, letn. 5, št. 1, str. 109-163, ilustr. ISSN 2630-3426.
- Hrvati hočejo imeti Novo mesto : zgodbe ob okupacijski meji, v  Balkovec, Bojan (ur.). En krompir, tri države: okupacijske meje na Dolenjskem 1941-1945. 1. izd. Ljubljana: Znanstvena založba Filozofske fakultete, 2021. Str. 39-102, ilustr. Zbirka Historia, 37. ISBN 978-961-06-0457-0. ISSN 1408-3957.  * Doma v Evropi, varni v Natu : kakšne so prednosti in slabosti že skoraj dvajsetletnega članstva v Natu?, v Repe, Božo (ur.).  30 let.  Ljubljana: Mladina časopisno podjetje, 2021. Posebna št.: rojstvo države. del 3, 30 let, str. 68-73, fotogr. Mladina, Zgodovina, 2021, posebna št. ISSN 0350-9346.
- Vinceremo, videt čemo: okupacijske meje v Beli krajini 1941-1945 , v Balkovec, Bojan (ur.).  Vinceremo, videt čemo : okupacijske meje v Beli krajini 1941-1945 . 1. izd. Ljubljana: Znanstvena založba Filozofske fakultete, 2020. Str. 7-45, ilustr. Historia, 34. ISBN 978-961-06-0316-0. ISSN 1408-3957. e-izdaja
- Od Krupe do zelene stranke : ekološko gibanje v 80. letih 20. stoletja = From Krupa to a green party : ecological movement in the 1980s. Retrospektive : znanstvena revija za zgodovinopisje in sorodna področja. [Tiskana izd.]. 2020, 3, [št.] 1, str. 112-154, ilustr. ISSN 2630-3426.
- Flajšman, Božidar, Repe, Božo. The politics of erasing remembrance and the path to it : destruction of monuments commemorating the national liberation war after the disintegration of the Socialist Federal Republic of Yugoslavia = Politika brisanja spomina in pot do nje : uničevanje spomenikov NOB po razpadu SFRJ. Retrospektive : znanstvena revija za zgodovinopisje in sorodna področja. [Tiskana izd.]. 2020, 3, [št.] 2/3, str. 142-235, ilustr. ISSN 2630-3426.
- Podsreda, zgodbe z razglednic. 1. izd. Podsreda: Kozjanski park, 2017. 112 str., ilustr. ISBN 978-961-6745-21-5.
- Podobe časa : Metlika na razglednicah. 1. izd. Metlika: Mestna skupnost, 2015. 160 str., ilustr. ISBN 978-961-93820-0-4.
- 100 let belokranjske železniške proge na razglednicah. 2. natis. Metlika: Mestna skupnost, 2014. 64 str., ilustr. ISBN 978-961-281-421-2.
- Likovna dejavnost in ekološko ozaveščanje. 1. izd. Ljubljana: Debora, 2009. 224 str., ilustr. ISBN 978-961-6525-61-9.
- Vizualna ekologija : ekološki nagovori vidnih sporočil. Ljubljana: Akademija za likovno umetnost in oblikovanje: Liberalna akademija, 2006. 245 str., ilustr. Acta, 3. ISBN 961-91062-4-5, ISBN 978-961-91062-4-2.